# 億万のココロ・愛しのマネー$伝説
『億万のココロ・愛しのマネー$伝説』（おくまんのココロ いとしのマネーでんせつ）とは、2004年10月30日から2005年3月19日まで、日本テレビ系列で毎週土曜日19:00 - 19:57(JST)に放送されていたバラエティ番組である。内容は世界各国の億万長者（主に社長）を登場して紹介している。

## 概要
『スーパースペシャル』で、1999年12月以降、幾度か放送された『史上最強の億万長者!こんな金持ち見たことない』をレギュラー化した番組である。司会は、特番時代から引き続き笑福亭鶴瓶が務めた。
番組はクイズ番組の体裁を取っており、随時問題が出される。普通のクイズ番組とは違い、解答は鶴瓶とパネラーのトークのやりとりの中で行われ（シンキングタイムも無く、フリップ等に答えを書く訳でもない）、解答がいくつか出された後に正解VTRが流れる。正解ごとにポイントが設定されている訳ではなく、番組の最後に鶴瓶の独断でパネラーの中から1人、MVO（Most Valuable Okumanの略）を決定する。

## 出演者
司会
- 笑福亭鶴瓶
- 羽鳥慎一（当時日本テレビアナウンサー）

アシスタント
- 鈴江奈々

2005年3月12日と3月19日の放送は、ジャージ姿にメガネをかけた『ごくせん』を意識した衣装で出演し、視聴率アップを図った。

## スタッフ
- ナレーター：広中雅志、佐藤政道
- 構成：渡辺哲夫、川島浩司、鈴木浩介、つかはら
- テクニカルマネージャー：貫井克次郎
- スイッチャー：高梨正利、村松明、望月達史
- カメラマン：米田博之
- 音声：大島康彦
- 照明：共立
- 美術プロデューサー：高津光一郎
- セットデザイン：道勧英樹
- 音効：古川直樹（タルス）
- VTR編集：石川雅彦（e-naスタジオ）
- MA：松尾隆裕（e-naスタジオ）
- 広報：立柗典子
- タイムキーパー：宇田直美
- デスク：赤津郷子
- リサーチ：椎名まさし、原木綿子、平澤美紀、岡野温子
- アシスタントディレクター：八重沢亮、永野裕子、三雲博仁
- アシスタントプロデューサー：岩崎都
- ディレクター：町尻員宗、中澤孝雄、笠原祐、小澤博之
- 演出：大野光浩
- 総合演出：石田昌浩
- プロデューサー：鈴江秀樹、竹内尊実、黒岩直樹 ／ 菅沼和美、橋本健司、成岡哲男
- チーフプロデューサー：政橋雅人
- 技術協力：NTV映像センター
- 美術協力：日本テレビアート
- 制作協力：安寿、えすと